# Cola minor
Cola minor är en malvaväxtart som beskrevs av John Patrick Micklethwait Brenan. Cola minor ingår i släktet Cola och familjen malvaväxter. Inga underarter finns listade i Catalogue of Life.